# Stretchia coloradicola
Stretchia coloradicola är en fjärilsart som beskrevs av Embrik Strand 1917. Stretchia coloradicola ingår i släktet Stretchia och familjen nattflyn. Inga underarter finns listade i Catalogue of Life.